# Softwarový systém
Softwarový systém je systém vzájemně komunikujících softwarových komponent tvořící složku počítačového systému (jako kombinace hardwaru a softwaru). „Kromě počítačových programů zahrnuje další prvky jako konfigurační soubory, které slouží pro nastavení těchto programů, systémovou dokumentaci, která popisuje strukturu systému a uživatelskou dokumentaci, která popisuje, jak systém používat.“

## Pojem softwarový systém
„Softwarový systém“ není pouze „počítačový program“ nebo „software“. Počítačový program je pouhá sada instrukcí (zdrojový nebo cílový kód), která provádí určitou úlohu. Softwarový systém je obecně chápán jako rozsáhlejší koncept s mnoha dalšími složkami jako například analýza požadavků, specifikace, design, popis testování, dokumentace pro koncového uživatele, správa záznamů, atd.
Používání termínu softwarový systém souvisí s aplikací přístupů teorie systémů v kontextu softwarového inženýrství. Softwarový systém sestává z řady samostatných počítačových programů a příslušných konfiguračních souborů, dokumentace, atd., které fungují dohromady. Koncept se používá při studiu rozsáhlého a složitého softwaru, protože se zaměřuje na hlavní komponenty softwaru a jejich interakce. Souvisí s oborem softwarové architektury.
Softwarové systémy jsou aktivním polem výzkumu pro skupiny zainteresované v softwarovém inženýrství konkrétně a systémovém inženýrství obecně. Oborem se zabývají vědecké časopisy jako Journal of Systems and Software (vydavatelství Elsevier).
ACM Software System Award je každoroční cena, kterou jsou oceňovány osoby nebo organizace „za vývoj systémů, které mají trvající vliv, reflektují přínosy pro koncepty, v komerčním přijetí nebo obojím“. Od roku 1983 jej uděluje Association for Computing Machinery (ACM), peněžní cenu sponzoruje firma IBM.

## Kategorie
Hlavní kategorie softwarových systémů zahrnuje systémy pro vývoj softwaru, programátorské nástroje a systémový software, i když jejich rozlišování může být někdy obtížné. Příklady softwarových systémů zahrnují operační systémy, počítačové rezervační systémy, systémy řízení letového provozu, vojenské systémy velení a vojenské řídicí systémy, telekomunikační sítě, systémy pro správu obsahu, databáze, expertní systémy, vestavěné systémy atd.